# Peter Habermehl
Peter Habermehl (* 1955 in Landau in der Pfalz) ist ein deutscher Altphilologe.

## Leben
1990 wurde er an der Freien Universität Berlin mit einer Arbeit zur Passio Sanctarum Perpetuae et Felicitatis promoviert. Er wirkte am Zentrum Grundlagenforschung Alte Welt der Berlin-Brandenburgischen Akademie der Wissenschaften unter der Leitung von Christoph Markschies am Editionsprojekt Die Griechischen Christlichen Schriftsteller der ersten Jahrhunderte mit. Derzeit ist er Sprachlektor für Latein am Seminar für Kirchengeschichte der Theologischen Fakultät der Humboldt-Universität zu Berlin.
Seine Arbeitsschwerpunkte sind der Roman in der Antike, die christliche Literatur der Spätantike sowie die Antikerezeption in der deutschsprachigen Literatur der Gegenwart.

## Schriften (Auswahl)
- Perpetua und der Ägypter oder Bilder des Bösen im frühen afrikanischen Christentum. Ein Versuch zur Passio sanctarum Perpetuae et Felicitatis (= Texte und Untersuchungen zur Geschichte der altchristlichen Literatur. Band 140). Akademie-Verlag, Berlin 1992, ISBN 3-05-001998-0 (zugleich Dissertation, Freie Universität Berlin 1990).
  - 2. überarbeitete Auflage, de Gruyter, Berlin u. a. 2004, ISBN 3-11-018184-3.
- als Herausgeber mit Bernd Seidensticker: Unterm Sternbild des Hercules. Antikes in der Lyrik der Gegenwart (= Insel-Taschenbuch. Band 1789). Insel-Verlag, Frankfurt am Main u. a. 1996, ISBN 3-458-33489-0.
- Jenseits (Jenseitsvorstellungen). B. IV/V. VI a2/c = Griechenland / Rom / Synkretismus der Kaiserzeit, in: Reallexikon für Antike und Christentum (RAC). Hrsg. von E. Dassmann u. a., Bd. 17, Stuttgart 1996, 258-301 und 309-329.
- Jenseitsfahrt I (Himmelfahrt). B. III = Griechenland / Rom: ebd. (RAC 17), 415-432.
- Jenseitsreise. B. III = Griechenland / Rom: ebd. (RAC 17), 502-534.
- als Herausgeber: Reinhart Herzog. Spätantike. Studien zur römischen und lateinisch-christlichen Literatur (= Hypomnemata. Supplement-Reihe, Band 3). Vandenhoeck & Ruprecht, Göttingen 2002, ISBN 3-525-25270-6.
- Petronius, Satyrica 79–141. Ein philologisch-literarischer Kommentar. Band 1: Sat. 79–110 (= Texte und Kommentare. Band 27/1). de Gruyter, Berlin u. a. 2006, ISBN 3-11-018533-4.
- als Herausgeber und Übersetzer: Die Homilien zum Buch Genesis (= Origenes: Werke mit deutscher Übersetzung. Band 1,2). de Gruyter, Berlin u. a. 2011, ISBN 978-3-11-020435-3.
  - 2. überarbeitete Auflage, de Gruyter, Berlin u. a. 2012, ISBN 978-3-11-022349-1.
- als Herausgeber: Homilien zum Hexateuch in Rufins Übersetzung. Teil 1: Die Homilien zu Genesis (Homiliae in Genesin) (= Die griechischen christlichen Schriftsteller der ersten Jahrhunderte N.F. 17). de Gruyter, Berlin u. a. 2012, ISBN 978-3-11-022350-7.
- Petronius, Satyrica 79–141. Ein philologisch-literarischer Kommentar. Band 2: Sat. 111–118 (= Texte und Kommentare. Band 27/2). de Gruyter, Berlin u. a. 2020, ISBN 978-3-11-019109-7.
- Petronius, Satyrica 79–141. Ein philologisch-literarischer Kommentar. Band 3: Bellum civile (Sat. 119–124) (= Texte und Kommentare. Band 27/3). de Gruyter, Berlin u. a. 2021, ISBN 978-3-11-058274-1.